# Київський коледж зв'язку
Київський фаховий коледж зв'язку — провідний навчальний заклад України, один із найстаріших, що готують фахівців рівня молодшого спеціаліста для компаній ІТ галузі.
За роки існування коледжу на денному та заочному відділеннях станом на 2021 рік підготовлено більше як 72 000 фахівців, в т.ч більше як 1200 фахівців для 113 країн світу.

## Напрями освіти
Освітню діяльність коледж здійснює за напрямами: телекомунікації, комп'ютерна інженерія, кібербезпека,поштова логістика, менеджмент, економіка і підприємство.
У коледжі створено 26 лабораторій і 17 кабінетів.
В 2010-х у коледжі запроваджена підготовка за такими освітніми програмами як системи та мережі мобільного зв’язку, розробка програмного забезпечення, безпека інформаційно-комунікаційних систем.
З 2020 року в коледжі розпочато роботу з підготовки фахівців для створення та впровадження цифрових технологій, зокрема Інтернет речей, роботизація та кіберсистеми, штучний інтелект, великі дані, безпаперові технології, адитивні технології (3D-друк), хмарні та туманні обчислення, безпілотні та мобільні технології, біометричні, квантові технології, технології ідентифікації, блокчейн.

## Історія
1921 року в Києві був створений навчально-курсовий комбінат зв’язку, у складі якого того ж року відкрився Київський технікум зв’язку. Технікум не мав власної будівлі, заняття проводилися приміщеннях правління контори Товариства цукрових заводів братів Терещенків, по вулиці Гімназичній, 5 (нині – вулиця Леонтовича). Пізніше технікум був перейменований у політехнікум.
У 1941-1943 роках, під час Німецько-радянської війни, будівля по вулиці Леонтовича, 5 була напівзруйнована. З середини 1946 почалась її відбудова на ділянці колишньої  Другої гімназії, що на розі вулиці Леонтовича й бульвару Шевченка (№ 11/18). Новий навчальний корпус коледжу звели за проєктом архітекторів Віктора Єлізарова й Аріадни Лободи. У цей період політехнікумом керував Віктор Григорович Старинський. Навчання відновилося 7 лютого 1947 року. Було набрано 200 учнів на три відділення: радіозв’язку, проводового електрозв’язку, поштового зв’язку. 
З 1961 року у Києві технікум став першим першими серед професійно-технічних закладів, де навчалися іноземні студенти.
1991 року політехнікум зв’язку був перетворений у вище професійне училище з назвою «Київський коледж зв’язку» і підпорядкований Державному комітету зв’язку України. З 2004 року технікум перепідпорядкований Міністерству транспорту і зв’язку України, а з 2012 року — Міністерству освіти і науки України. З 2020 року перейменовано в Київський фаховий коледж зв'язку.  

## Відомі учні
- Воллернер Наум Пилипович (навчався з 1927 по 1931) – вчений у галузі радіотехніки, доктор технічних наук, професор,
- Максимцов Ростислав Семенович (закінчив політехнікум зв’язку в 1931) — український звукооператор,
- Висоцький Семен (навчався в 1931/1932) — батько актора, поета і співака Володимира Висоцького,
- Марінчук Олексій Михайлович – перший президент ЗАТ «УТЕЛ»,
- Скляренко Сергій Миколайович – директор Київської міської дирекції «Укрпошта»,
- Лісовенко Микола Іванович – директор Київської обласної дирекції «Укрпошти»,
- Ненько Леонід Федорович – директор Дирекції оброблення та перевезення пошти,
- Топєхіна Людмила Арсентіївна – директор Центральної міжнародної та міжміської телефонно-телеграфної станції, голова об’єднаної профспілки працівників ПАТ «Укртелеком»,
- Бойко Віктор Михайлович – начальник Центру міжнародного та міжміського телебачення,
- Монахов Сергій Юрійович – начальник апаратно-студійного комплексу Національної телекомпанії України та багато інших.
- Тарасю́к Борис Іванович - Постійний представник України при Раді Європи (з 2019).

## Відзнаки
2011 року за результатами щорічного рейтингу «Quality Education» коледж увійшов до п'ятірки кращих вищих навчальних закладів I—II рівня акредитації[джерело?] та є провідним серед технічних коледжів України (попереду Київського коледжу зв'язку: Фінансово-правовий коледж Київського національного університету імені Тараса Шевченка, Коледж Вінницького національного медичного університету ім. М. І. Пирогова та Донецький економічний технікум).